# ملليغرام في المائة
ملليغرام في المائة هو رمز تقليدي يشير بطريقة غير ملائمة إلى وحدة قياس التركيز. ويستخدم رمز «مغم%» (وإن كان استخدامًا غير دقيق) للإشارة إلى الكتلة (بالميللغرام) لهذه المادة الكيميائية في 100 ملليلتر من سائل معين (كالدم على سبيل المثال).
ويعني رمز «في المائة» مقدار "1/100"؛ وبهذا يكون المعنى الأدق للرمز «مغم%» هو «مغم/100»، وهو يمثل وحدة قياس الكتلة وليس التركيز. ولهذا، في التحليل البعدي، عند تحديد تركيز كتلة مقسومًا على الحجم، يتم استخدام وحدات مثل «مغم/دل» أو ما يقابلها في نظام الوحدات الدولي.
على سبيل المثال، تتم الإشارة إلى تركيز الإيثانول في البلازما خطأً على النحو 0.1 مغم% كالتالي: «0.1 مغم/دل» (أو 1 مغم/لتر، إلخ)، ما يعني أن السائل يحتوي على كتلة 0.1 مغم من الكحول الإيثيلي لكل 100 ملليلتر من حجم السائل.